# Valentin Jeker

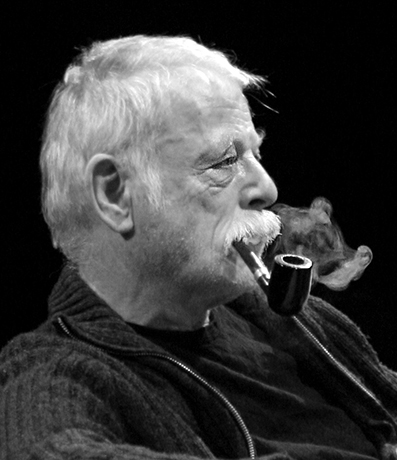
Valentin Jeker (2009)

Valentin Jeker (* 26. Oktober 1934 in Olten) ist ein Schweizer Schauspieler und Theaterregisseur.

## Leben und Wirken
Jeker besuchte nach dem Abitur von 1957 bis 1960 die Schauspielschule Zürich. Von 1961 bis 1963 war er Schauspieler und Regieassistent an den Städtischen Bühnen Ulm und von 1963 bis 1965 am Staatstheater Stuttgart.
1965/66 wieder in Ulm, ging er 1966 für eine Spielzeit an das Staatstheater Kassel. Von 1967 bis 1972 arbeitete er wieder in Stuttgart unter Peter Palitzsch. Hier entstanden erste eigene Regiearbeiten mit Pioniere in Ingolstadt und Kasimir und Karoline. Gastinszenierungen führten ihn nach Pforzheim und Ingolstadt, 1971 folgte an den Städtischen Bühnen Köln Onkel Wanja.
1972 ging Jeker mit Palitzsch an das Schauspiel Frankfurt und wirkte dort an Klaus Michael Grübers Inszenierung des Brecht-Stückes Im Dickicht der Städte mit. 1973 holte ihn Manfred Beilharz an das Landestheater Tübingen, wo er bis 1977 blieb. Hier inszenierte er unter anderem Friedrich Schillers Kabale und Liebe (1973), Molières George Dandin (1974), Brechts Turandot und dessen Trommeln in der Nacht (1975/76). In Stuttgart führte er 1977 Regie bei der deutschen Erstaufführung von Dario Fos Einer für alle, alle für einen und Molières Tartuffe.
1977 wechselte er mit Beilharz an das Theater Freiburg. Regiearbeiten hier waren eine Theatercollage nach dem Roman Transit von Anna Seghers im alten Bahnhof von Wiehre, die Horváth-Stücke Geschichten aus dem Wiener Wald und Glaube Liebe Hoffnung sowie Kleists Prinz Friedrich von Homburg. Gastinszenierungen führten ihn an das Schlossparktheater in Berlin, nach Basel und Bremen.

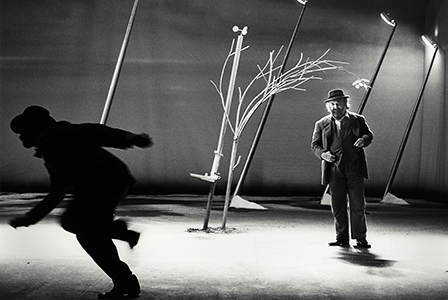
Warten auf Godot (1986)

1983 folgte er Beilharz nach Kassel. Jeker inszenierte hier Kleists Die Familie Schroffenstein (1985) und Becketts Warten auf Godot (1986, mit ihm selbst als Pozzo). Am Schauspielhaus Bochum leitete er unter anderem die Aufführung von Horváths Italienische Nacht, Becketts Glückliche Tage, Molières Der Geizige (1987), Schleefs Die Schauspieler (1989) und Kleists Der zerbrochne Krug (1990) sowie als Gast am Burgtheater Wien Hochhuths Der Stellvertreter (1988).
Ab 1991 setzte Jeker die Zusammenarbeit mit Beilharz am Schauspiel Bonn fort. Hier entstanden unter anderem Büchners Woyzeck (1993), Dorsts Eiszeit (1993), Botho Strauß’ Bekannte Gesichter, gemischte Gefühle (1993/94), die Uraufführung von Kaca Celans Heimatbuch (1997), Hauptmanns Rose Bernd (1998), ferner Büchners Dantons Tod, Gombrowiczs Yvonne, Prinzessin von Burgund, Hebbels Maria Magdalena, Tschechows Der Kirschgarten und Barlachs Der blaue Boll.
2002 wechselte Jeker an das Staatstheater Wiesbaden. Inszenierungen hier waren Kabale und Liebe und Henrik Ibsens Gespenster.
2015 hatte Jeker seine erste Ausstellung als Maler im Rahmen der „Langen Nacht der Gerichtshöfe“ in Berlin.
Mit der Schauspielerin Sabine Wackernagel hat er eine Tochter, die Schauspielerin Katharina Wackernagel.
Er lebt in Kassel.

## Filmografie
- 1969: Marija
- 1971: Sand
- 1998: Rose Bernd (Regie)
- 1999: Tanja, Episode Kalt erwischt
- 2009: Résiste – Aufstand der Praktikanten
- 2012: Stralsund: Blutige Fährte
- 2014: Bestefreunde